# Walpurgis Night (DVD)
Walpurgis Night — первый концертный DVD группы Armaga, записанный на фестивале тёмной музыки в Санкт-Петербурге 30 апреля 2011 года. Выпущен 10 декабря 2011 года на московском лейбле MSR Productions.

## Об альбоме
Walpurgis Night включает в себя 11 видео-треков, а также дополнительные материалы в виде закулисных съёмок музыкантов.
Их живое выступление, отработанное в Питере почти год назад, оказалось весьма качественным и зрелищным: хоррор/дарк-метал (напоминающий по звучанию и хитовости классический Gloomy Grim) был подан со сцены с должной атмосферой, недурно поставленным светом и хорошо читаемым саундом. Парни неплохо смотрятся на сцене...Андрей Корюхин (журнал Dark City) 

## Список композиций[5]
Концерт включает в себя песни с первых двух студийных альбомов Armaga «In The Ruins» и «Dark Authority»
Концерт
1. Overgrown Gates
2. Heartless
3. Cave
4. Fear Is Near
5. Dark Waltz
6. One Ghost’s Story
7. Phantom
8. Crypric Mirror
9. Last Exile
10. Shadows
11. Time Has Gone

Дополнительно
1. Backstage

## Участники записи
- Сергей Морозов — вокал
- Андрей Васюнин — гитара
- Евгений Щетинов — бас
- Дмитрий Ковалёв — барабаны

Информация
Номер в каталоге : MSR - 020 
- Видеомонтаж: Юрий Дизордер
- Главный концертный звукорежиссёр: Андрей ‘Taus’ Реер
- Сведение и мастеринг: Илья Лукашев
- Режиссёр: Юрий Дизордер
- Обложка и оформление: Pablo The Elephant
- Компьютерная поддержка: Илья Антонов
- Анимация и DVD-Авторинг: Алексей Собченко
- Фото на обложке: Дмитрий Тарасенко [7]